# Алексеевское сельское поселение (Яковлевский район)
Алексе́евское се́льское поселе́ние — упразднённое муниципальное образование в Яковлевском районе Белгородской области.
Административный центр — село Алексеевка.
19 апреля 2018 года упразднено при преобразовании Яковлевского района в городской округ.

## История
Алексеевское сельское поселение образовано 20 декабря 2004 года в соответствии с Законом Белгородской области № 159.

## Население
| 2010  | 2011  | 2012  | 2013  | 2014  | 2015  | 2016  |
| ----- | ----- | ----- | ----- | ----- | ----- | ----- |
| 1578  | ↘1571 | ↘1546 | ↘1540 | ↘1515 | ↘1504 | ↗1515 |
| 2017  | 2018  |       |       |       |       |       |
| ↘1496 | ↘1476 |       |       |       |       |       |

## Состав сельского поселения
| № | Населённый пункт | Тип населённого пункта       | Население |
| - | ---------------- | ---------------------------- | --------- |
| 1 | Алексеевка       | село, административный центр | ↘1057     |
| 2 | Красное          | село                         | ↘140      |
| 3 | Луханино         | село                         | ↗338      |
| 4 | Шепелевка        | хутор                        | ↗43       |